# Gentse Tripel
Gentse Tripel is een honingblond bier van hoge gisting met nagisting op de fles of op het vat met een alcoholvolumegehalte van 8%. 
Het bier wordt gebrouwen door brouwerij Van Steenberge te Ertvelde in opdracht van de Gentse drankenspeciaalzaak De Hopduvel. Gentse Tripel is hoppig bitter, met een fruitig aroma. Hoewel het bier een complexe samenstelling heeft, is het een gemakkelijk te drinken bier. Op het etiket staan de drie wereldbekende torens van Gent (Sint-Niklaaskerk, het Belfort en de Sint-Baafskathedraal).